# Busby (Montana)
Busby (Vóhpoométanéno nella vecchia lingua d'origine) è un census-designated place degli Stati Uniti d'America, nello stato del Montana, nella Contea di Big Horn nel territorio attraversato dal Rosebud Creek. Nel 2010 contava 745 abitanti. Fa parte della Northern Cheyenne Indian Reservation.